# Nemacheilus binotatus
Nemacheilus binotatus és una espècie de peix de la família dels balitòrids i de l'ordre dels cipriniformes.

## Morfologia
Els mascles poden assolir els 6 cm de longitud total.

## Distribució geogràfica
Es troba a Tailàndia: conques dels rius Mekong i Chao Phraya.